# NGC 5625/1
NGC 5625/1 је спирална галаксија у сазвежђу Волар која се налази на NGC листи објеката дубоког неба.
Деклинација објекта је + 39° 57' 27" а ректасцензија 14h 27m 2,4s. Привидна величина (магнитуда) објекта NGC 5625 износи 14,0 а фотографска магнитуда 14,8. NGC 56251 је још познат и под ознакама MCG 7-30-13, CGCG 220-17, VV 24, PGC 51592.